# Universitas Tanjungpura
Universitas Tanjungpura – indonezyjska uczelnia publiczna w mieście Pontianak (prowincja Borneo Zachodnie). Została założona w 1963 roku.

## Wydziały
- Fakultas Ekonomi dan Bisnis
- Fakultas Hukum
- Fakultas Ilmu Sosial dan Ilmu Politik
- Fakultas Kedokteran
- Fakultas Keguruan dan Ilmu Pendidikan
- Fakultas Kehutanan
- Fakultas Pertanian
- Fakultas Teknik
- Fakultas Matematika dan Ilmu Pengetahuan Alam

Źródło: